# Бургебрах
Бургебрах (њем. Burgebrach) град је у њемачкој савезној држави Баварска. Једно је од 36 општинских средишта округа Бамберг. Према процјени из 2010. у граду је живјело 6.472 становника. Посједује регионалну шифру (AGS) 9471120.

## Географски и демографски подаци
Бургебрах се налази у савезној држави Баварска у округу Бамберг. Град се налази на надморској висини од 267 метара. Површина општине износи 87,9 km². У самом граду је, према процјени из 2010. године, живјело 6.472 становника. Просјечна густина становништва износи 74 становника/km².